# IEEE 802.3
IEEE 802.3 — стандарти IEEE групи IEEE 802, які відносяться до функціонування комп'ютерних мереж. Родину цих протоколів також називають Ethernet. 

## Список стандартів IEEE 802.3
| Номер стандарту        | Дата прийняття | Опис |   |
| ---------------------- | -------------- | --- | - |
| Experimental Ethernet  | 1972           | 2.94 Мбіт/с (367 кБайт/с) через коаксіальну шину (кабель) |   |
| Ethernet II (DIX v2.0) | 1982           | 10 Мбіт/с (1.25 МБайт/с) через тонкий коаксіальний кабель (англ. thinnet) — у фреймів з'являється поле типу (даних). |   |
| IEEE 802.3             | 1983           | 10BASE5 10 Мбіт/с (1.25 МБайт/с) через товстий коаксіальний кабель (аналогічний Ethernet II, за винятком заміни поля типу на полі «розмір» та додаванням LLC заголовка IEEE 802.2, наступного за заголовком IEEE 802.3. |   |
| 802.3a                 | 1985           | 10BASE2 10 Мбіт/с (1.25 МБайт/с) через тонкий коаксіальний кабель |   |
| 802.3b                 | 1985           | 10BROAD36 |   |
| 802.3c                 | 1985           | 10 Мбіт/с (1.25 МБайт/с) специфікації повторювача |   |
| 802.3d                 | 1987           | FOIRL (англ. Fiber-Optic Inter-Repeater Link, волоконно-оптичні лінії між повторювачами) |   |
| 802.3e                 | 1987           | 1BASE5 або StarLAN |   |
| 802.3i                 | 1990           | 10BASE-T 10 Мбіт/с (1.25 МБайт/с) через виту пару (третя категорія) |   |
| 802.3j                 | 1993           | 10BASE-F 10 Мбіт/с (1.25 МБайт/с) через оптичне волокно |   |
| 802.3u                 | 1995           | 100BASE-TX, 100BASE-T4, 100BASE-FX Fast Ethernet, 100 Мбіт/с (12.5 МБайт/с), автоузгодження швидкості (сумісність з IEEE 802.3i )                                                                                       |   |
| 802.3x                 | 1997           | Підтримка повнодуплексного зв'язку; сумісність з DIX |   |
| 802.3y                 | 1998           | 100BASE-T2 100 Мбіт/с (12.5 МБайт/с) через низькоякісну виту пару |   |
| 802.3z                 | 1998           | 1000BASE-X GigabitEthernet через волоконно-оптичний кабель; 1 Гбіт/с (125 МБайт/с) |   |
| 802.3-1998             | 1998           | Версія, що включає в себе всі попередні стандарти з виправленими помилками. |   |
| 802.3ab                | 1999           | 1000BASE-T GigabitEthernet по витій парі; 1 Гбіт/с (125 МБайт/с) |   |
| 802.3ac                | 1998           | Збільшення максимального розміру фрейму до 1522 байт (для підтримки інформації про VLAN стандарту IEEE 802.1Q та пріоритету стандарту IEEE 802.1p)                                                                      |   |
| 802.3ad                | 2000           | Агрегація каналів |   |
| 802.3-2002             | 2002           | Версія, що включає в себе всі попередні стандарти з виправленими помилками |   |
| 802.3ae                | 2003           | 10 Gigabit Ethernet 10 Гбіт/с (1,250 МБайт/с) Ethernet через оптичне волокно; 10GBASE-SR, 10GBASE-LR, 10GBASE-ER, 10GBASE-SW, 10GBASE-LW, 10GBASE-EW                                                                    |   |
| 802.3af                | 2003           | PoE — електроживлення через Ethernet (Power over Ethernet) |   |
| 802.3ah                | 2004           | Ethernet in the First Mile («Перша миля») |   |
| 802.3ak                | 2004           | 10GBASE-CX4 10 Gbit/s (1,250 МБайт/с) Ethernet over twin-axial cable |   |
| 802.3-2005             | 2005           | Ревізія основного стандарту, що включає чотири попередніх зміни. |   |
| 802.3an                | 2006           | 10GBASE-T 10 Gbit/s (1,250 МБайт/с) Ethernet по неекранованій крученій парі (UTP) |   |
| 802.3ap                | 2007           | Backplane Ethernet (1 and 10 Gbit/s (125 and 1,250 МБайт/с) для сполученої плати) |   |
| 802.3aq                | 2006           | 10GBASE-LRM 10 Gbit/s (1,250 МБайт/с) Ethernet по багатомодовим оптичним волокнам |   |
| 802.3ar                | On Hold        | Управління перевантаженням |   |
| 802.3as                | 2006           | Розширення формату кадрів |   |
| 802.3at                | 2009           | Живлення через Ethernet Можливість передавати на кінцеві пристрої живлення підвищеної потужності більш 24 Вт по Ethernet                                                                                                |   |
| 802.3au                | 2006           | Вимоги ізоляції для Живлення через Ethernet (802.3-2005/Cor 1) |   |
| 802.3av                | Exp. 2009      | 10 Gbit/s EPON |   |
| 802.3aw                | 2007           | Fixed an equation in the publication of 10GBASE-T (released as 802.3-2005/Cor 2) |   |
| 802.3ax                | Exp 2008       | Move Link aggregation out of 802.3 to IEEE 802.1 |   |
| 802.3ay                | Exp 2008       | Технічне обслуговування на базі стандарту |   |
| 802.3ba                | Exp. 2009      | Higher Speed Study Group. 40 Gbit/s over 1m backplane, 10m Cu cable assembly (4x25 Gbit or 10x10 Gbit lanes) and 100 m of MMF and 100 Gbit/s up to 10 m or Cu cable assembly, 100 m of MMF or 40 km of SMF respectively |   |
| Стандарт               | Дата прийняття | Опис |   |
| 802.3                  |                | 10BASE5, («Товстий Ethernet») |   |
| 802.3a                 |                | 10BASE2 («Тонкий Ethernet») |   |
| 802.3i                 |                | 10BASE-T (кручена пара) |   |
| 802.3j                 |                | 10BASE-F (оптичне волокно) |   |
| 802.3u                 | 1995           | Fast Ethernet |   |
| 802.3z                 | 1997           | Gigabit Ethernet |   |
| 802.3ab                | 1999           | Gigabit Ethernet по мідному кабелю 5-ї категорії |   |
| 802.3an                |                | 10GBaseT — 10 Gigabit Ethernet по мідному кабелю 6-ї або 7-ї категорії |   |
| 802.3ad                |                | Агрегація каналів |   |
| 802.3x                 |                | Управління потоком в повнодуплексному режимі | — |